# Proegmena taiwana
Proegmena taiwana es una especie de insecto coleóptero de la familia Chrysomelidae.
Fue descrita científicamente en 1978 por Takizawa.